# Státní znak

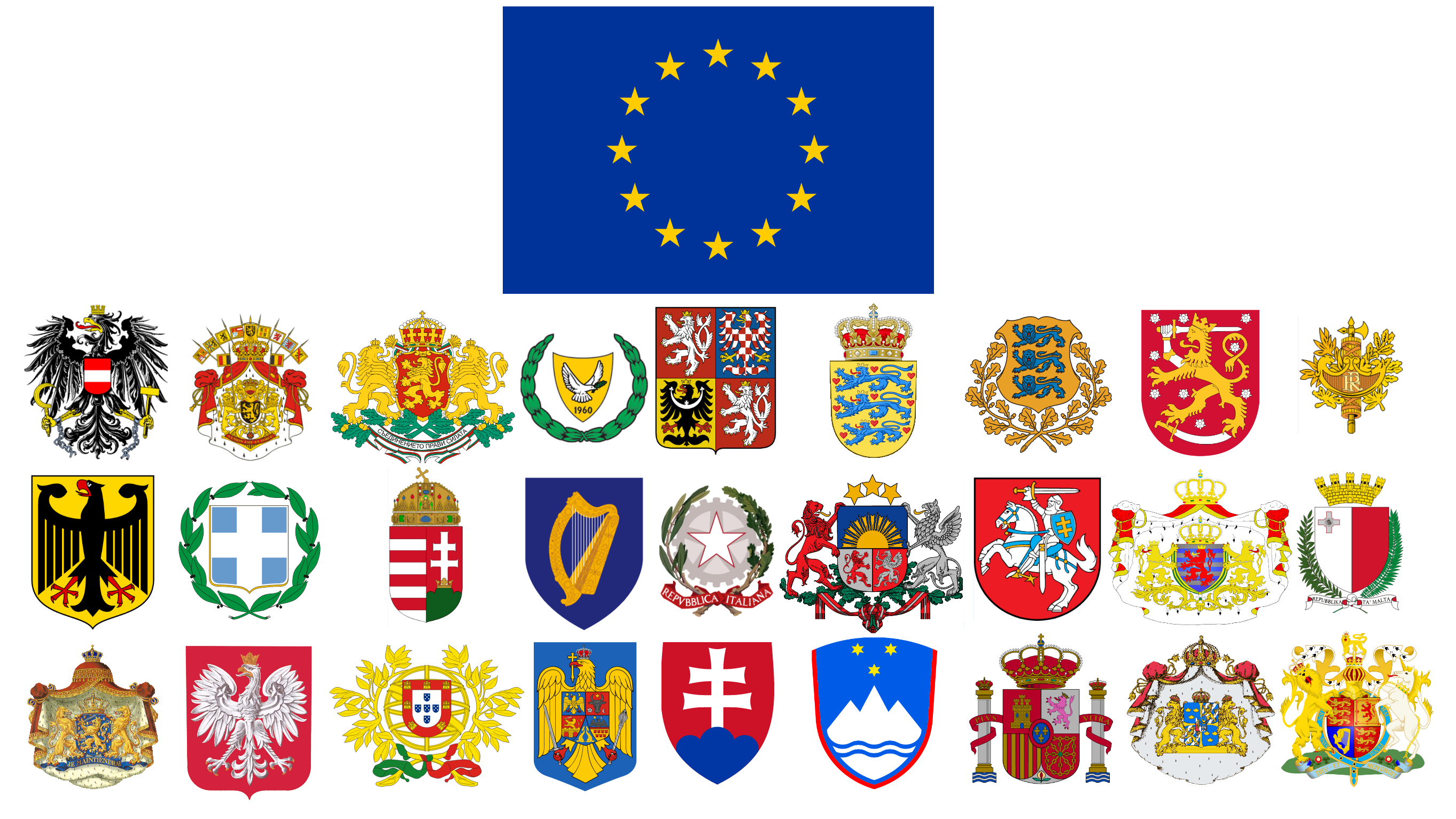
Státní znaky členských států EU

Státní znak je jeden ze státních symbolů každého státu. Znak reprezentuje stát a vychází z jeho tradic.

## Státní znaky
Z heraldického hlediska se státní znak většinou skládá ze štítu a případně dalších heraldických prvků. Tak je tomu u většiny evropských států, výjimku tvoří Francie a Itálie jejichž státní znaky nemají štít a jedná se tedy o emblémy. Znaky Běloruska a Severní Makedonie mají také podobu emblému, protože byly vytvořeny podle znaku Sovětského svazu a nazývají se znaky sovětského typu. Naopak v asijských a afrických zemích převažují státní znaky v podobě emblému. Na americkém kontinentu se vyskytují obě verze státních znaků, v Severní Americe převažují spíše znaky se štítem. Trochu odlišný je Státní znak Spojených států amerických, který je tvořen lícovou stranou velké státní pečeti.

## České státní znaky
- Státní znak České republiky

- Státní znaky Československa
  - Malý znak republiky Československé
  - Střední znak republiky Československé
  - Veliký znak republiky Československé
  - Státní znak Protektorátu Čechy a Morava
  - Státní znak Československé socialistické republiky
  - Státní znak České a Slovenské Federativní Republiky

- Heraldické znaky českých zemí